# Estación Circunvalación (La Plata)
Circunvalación es una estación ferroviaria de la ciudad de La Plata, capital de la Provincia de Buenos Aires, Argentina.

## Servicios
Era estación intermedia de los servicios que conectaban a la ciudad de La Plata con Pipinas, Magdalena y Lezama. El 18 de septiembre de 2023 se reactivó la estación para pasajeros con la extensión del Ramal La Plata - Hospital San Juan de Dios del servicio conocido como Tren Universitario de La Plata. Queda pendiente la extensión definitiva del servicio hasta una nueva estación en las inmediaciones de los Talleres Gambier.

## Ubicación
La estación se encuentra ubicada en la calle 12 y 72.

## Historia
La estación fue construida por el Ferrocarril Oeste, como intermedia del ramal que unía la Estación Tolosa con Rufino de Elizalde. Posteriormente fue adquirida por el Ferrocarril de Buenos Aires al Puerto de Ensenada y transferida al Ferrocarril Buenos Aires, Ensenada y Costa Sud.
Luego de la estatización, pasó a formar parte del Ferrocarril General Roca de la red ferroviaria argentina.
Fue clausurada por la dictadura militar en 1980 y reactivada en 2023.
Actualmente pasan trenes para ir a Los Talleres Gambier y un coche motor del Tren Universitario en dirección a la parada Hospital San Juan de Dios.

## Galería de imágenes

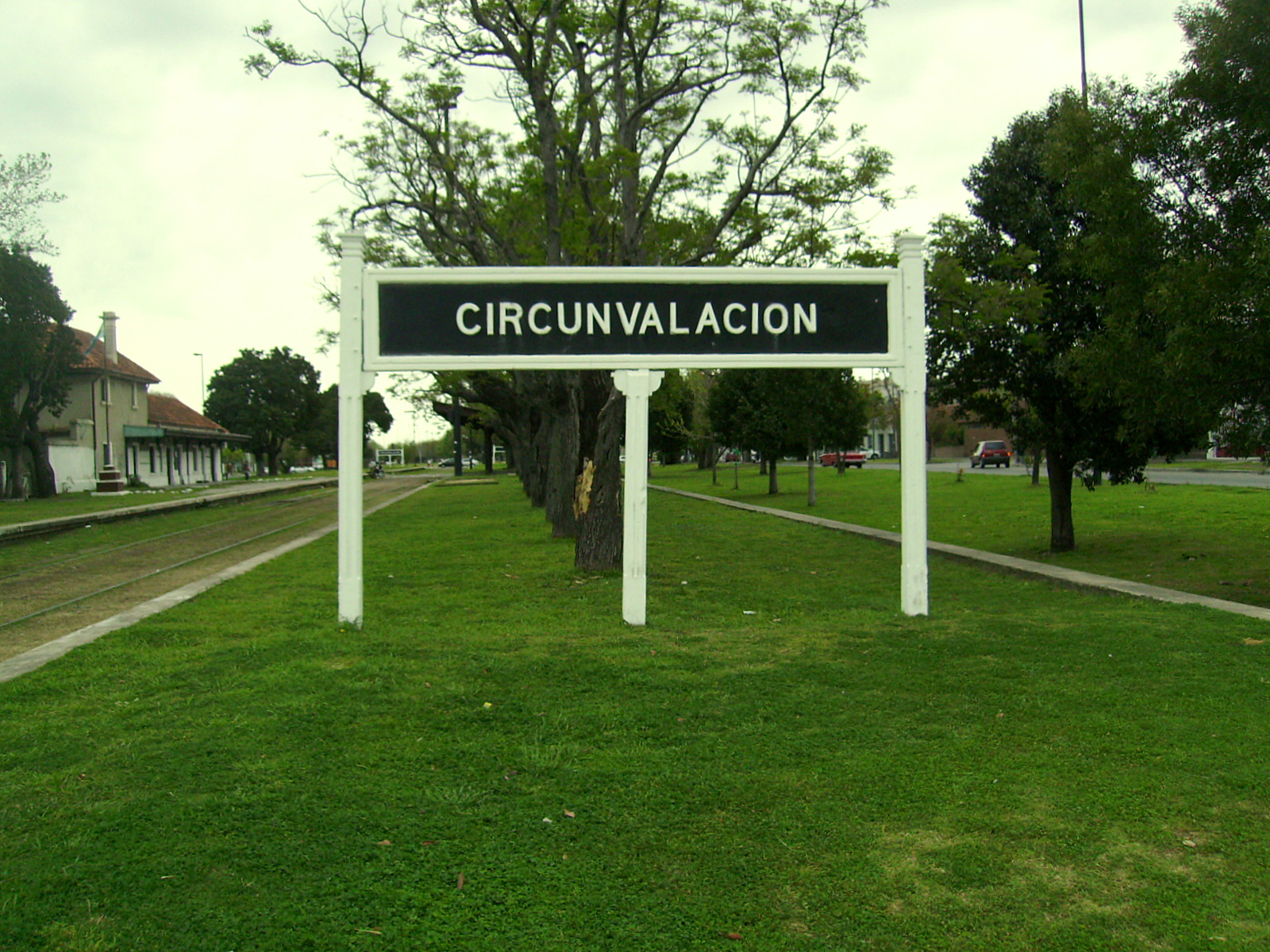
Nomenclador este
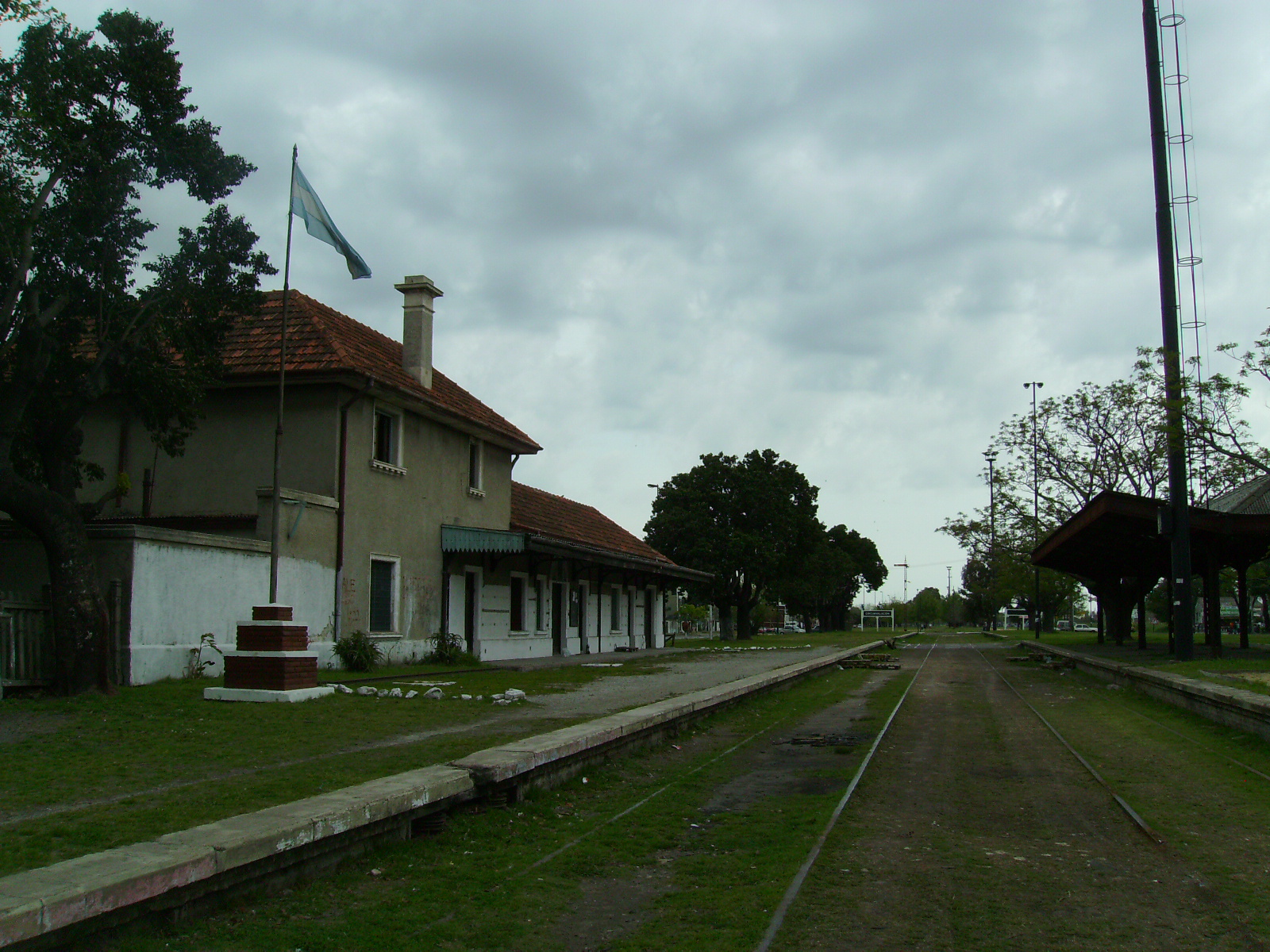
Edificio principal
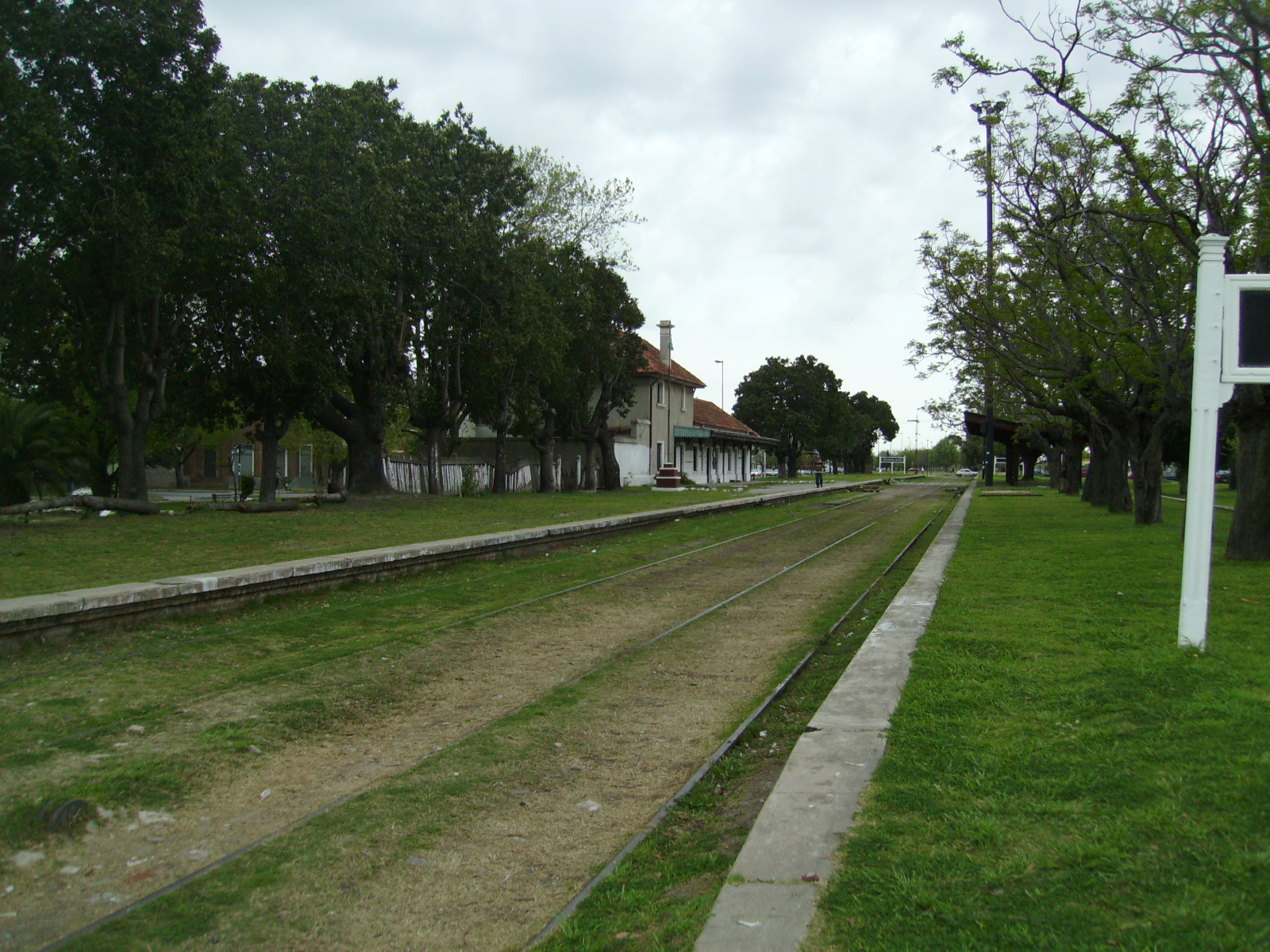
Vista de los andenes